# Боеприпасы объёмного взрыва

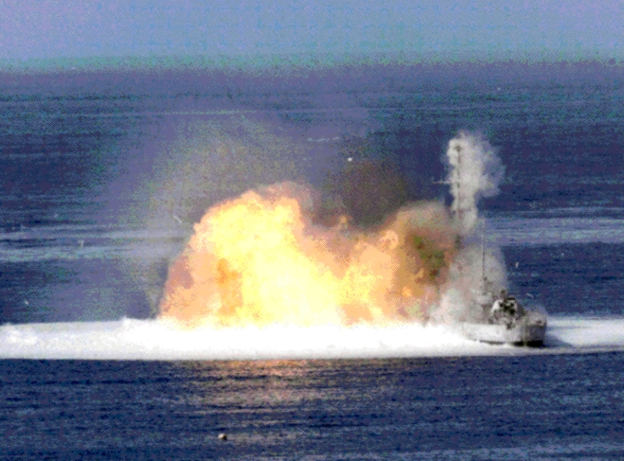
Испытание американского термобарического заряда. Подрыв списанного эскортного миноносца McNulty в 1972 году

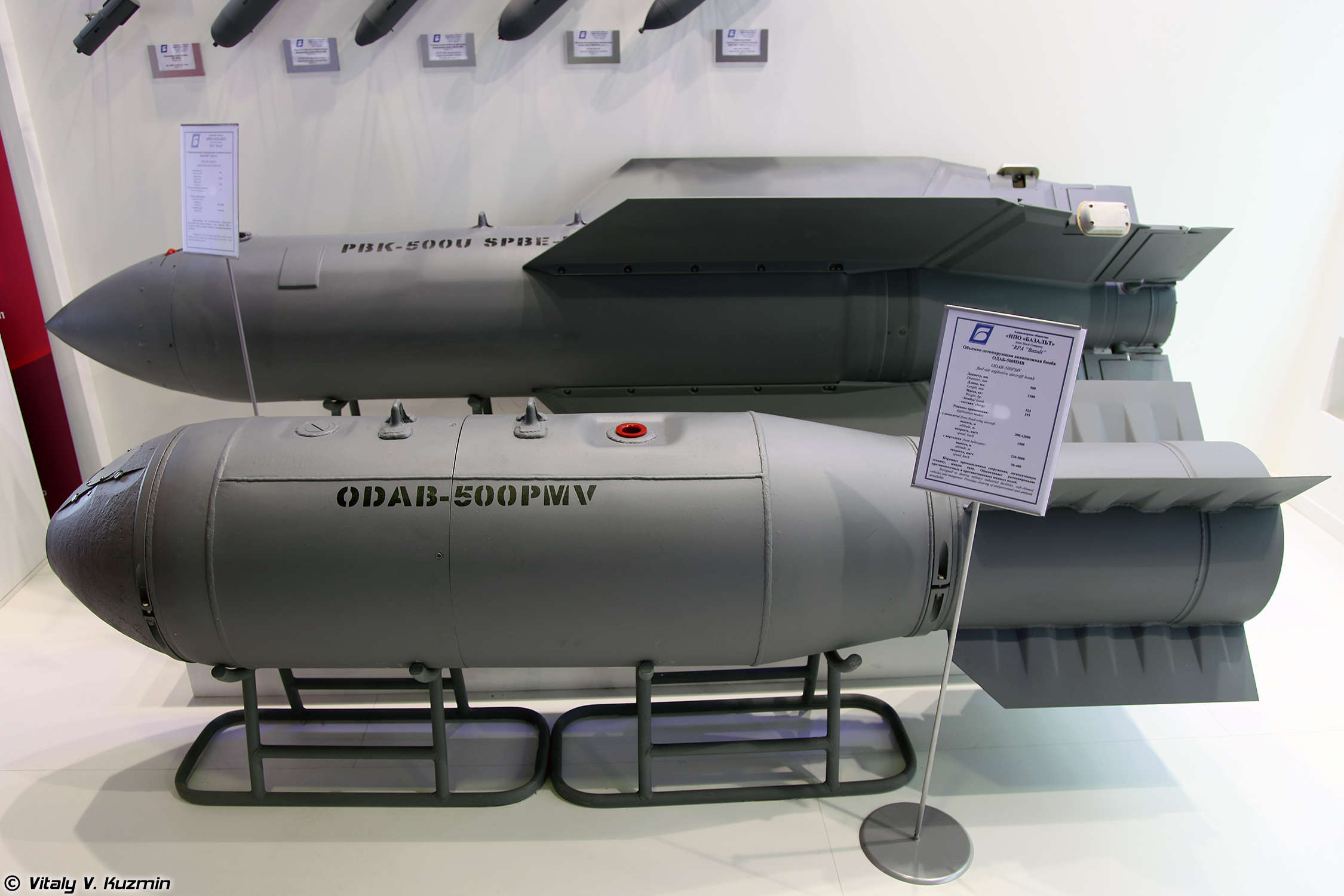
Бомбовая кассета ПБК-500У СПБЭ-К (Россия) и авиационная бомба объёмного взрыва ОДАБ-500ПМВ (Россия)

Боеприпасы объёмного взрыва (БОВ), или объёмно-детонирующие боеприпасы (ОДБ), или термобарические снаряды (ТБС) — боеприпасы, использующие распыление горючего вещества в виде аэрозоля и подрыв полученного газового облака. Боеприпасы объёмного взрыва больших калибров по мощности сравнимы со сверхмалыми тактическими ядерными боеприпасами, но у них отсутствует радиационный эффект поражения. Ударная волна объёмно-детонирующих боеприпасов, благодаря большому объёму подрываемой смеси, имеет более выраженную отрицательную полуволну давления, чем у обычных взрывчатых веществ. Поэтому возник «газетный штамп» в виде неверного названия — «вакуумный боеприпас».

## Технология
Принцип действия ОДБ основан на детонации облака горючего аэрозоля. Благодаря большим размерам облака (на порядки больше, чем размеры зарядов с конденсированным взрывчатым веществом), энергия ударной волны сохраняет поражающее действие на большем расстоянии. Взрыв происходит в две стадии:
1. по команде взрывателя, как правило бесконтактного, подрывается небольшой заряд обычного взрывчатого вещества, задача которого — равномерно распределить горючее вещество по объёму облака;
2. с небольшой задержкой подрывается второй заряд (или несколько зарядов), вызывающий детонацию облака аэрозоля.

В качестве горючего в ОДБ используют:
- Оксиран.
- Оксетан.
- Пропин- и диметилацетилен.
- Бутил- и пропилнитрит.

В настоящее время усилия инженеров, работающих над созданием объёмно-детонирующих боеприпасов, направлены на создание технологии образования более равномерного облака воздушно-топливной смеси и более симметричного его подрыва — то есть условий, при которых достигается максимальный эффект от взрыва.

## Виды боеприпасов
Снаряды с термобарической боевой частью стоят на вооружении различных родов войск.

### Российская Федерация
- Ручные гранатомёты:
  - реактивные огнемёты одноразового применения «РПО-А Шмель», РПО-М/ПДМ-А «Шмель-М», МРО-А[3] на базе РШГ-2/РПГ-26. По классификации, РПО-А и МРО-А относятся к огнемётам, поэтому стоят на вооружении огнеметных частей войск РХБ защиты, тогда как гранаты РШГ — на вооружении обычных пехотных подразделений[3][4];
  - одноразовые гранатомёты РШГ-1[5] на базе РПГ-27, РШГ-2[6] на базе РПГ-26, РМГ с тандемной кумулятивно-термобарической БЧ;
  - многоразовые гранатомёты: граната ТБГ-32В для РПГ-32, ТБГ-7В для РПГ-7[7];
  - многозарядные помповые: выстрел ВГМ93.100 для ГМ-93/94, ЛПО-97[8][9][10].
- РСЗО ТОС: НУРС МО.1.01.04, МО.1.01.04М, ТБС-3, ТБС-3М, ТБС-4, ТБС-4М.
- РСЗО «Смерч»: 9М55С, РСЗО  «Ураган»: 9М51
- ПТРК: 9М123Ф для «Хризантема», 9М113Ф-1, 9М133ФМ-2, 9М133ФМ-3 для «Корнет», 9М131Ф для Метис-М1, ПТУР 9M114Ф для «Штурм» и 9М120Ф «Атака».
- НАР: С-8ДМ.
- Авиабомбы: ОДАБ-500П, ОДАБ-1000, ОДАБ-1500. В 2007 году Россия заявила об испытании экспериментального объёмного боеприпаса ОДАБ-9000 с мощностью до 44 тонн тротила, названного в СМИ «папа всех бомб»[11][12][13].